# Gorenji Potok
Gorenji Potok este o localitate din comuna Kostel, Slovenia.